# Xyletobius hawaiiensis
Xyletobius hawaiiensis là một loài bọ cánh cứng thuộc họ Ptinidae.